# Kate Friedlander
Pour les articles homonymes, voir Friedlander.
Kate Friedlander, née Frankl le 14 septembre 1902 à Innsbruck et morte le 20 février 1949 à Londres, est un médecin et une psychanalyste britannique d'origine autrichienne.

## Biographie
Ses parents, Karl et Adele Frankl, sont des Hongrois, originaires de Bratislava. Kate Friedlander naît à Innsbruck, elle est éduquée dans une école religieuse catholique, tout en militant dans un mouvement de jeunesse sioniste, avec ses frères et sa sœur. Elle fait ses études de médecine à l'université d'Innsbruck et de Berlin de 1921 à 1926. Elle obtient son diplôme en 1926, puis elle a un poste d'assistante de Karl Bonhoeffer (en), à l'hôpital universitaire de la Charité de Berlin. Elle se forme à l'Institut psychanalytique de Berlin à partir de 1926, et fait une analyse avec Hanns Sachs. Elle fait partie de la mouvance des psychanalystes de gauche, les « freudo-marxistes », à laquelle appartiennent également Wilhelm Reich, Annie Reich, Edith Gyömrői, Barbara Lantos, et est destinataire des Rundbriefe, lettres secrètes  qu'Otto Fenichel envoie jusque dans les années 1950 aux psychanalystes dispersés par l'exil.
Elle se marie avec Walter Misch, médecin à la Charité, en 1929, ils écrivent ensemble un essai intitulé « Die vegetative Genese der neurotischen Angst und ihre medikamentöse Beseitigung ». Kate Friedlander devient membre associée de la Société allemande de psychanalyse en 1933. Mais elle s'exile après l'incendie du Reichstag, avec son mari et leur fille Sybille, née en 1931, et s'installe en Angleterre. Elle reprend ses études à l'université d’Édimbourg, pour faire valider son diplôme de médecin au Royaume-Uni, puis fait une spécialité de médecine psychologique à Londres. Elle devient membre associée de la Société britannique de psychanalyse en 1933, puis « full member » en 1938. Elle se remarie en 1937 avec un médecin radiologue d'origine polonaise, Georg Friedländer.
Friedlander se place clairement dans la tradition de la psychanalyse représentée par Anna Freud, et soutient l'établissement de la Hampstead Clinic pour la thérapie des enfants, où elle donne des cours et fait des supervisions. Elle participe à plusieurs institutions, notamment l'Institute for the Study and Treatment of Delinquency dirigé par Edward Glover. Lors des controverses scientifiques au sein de la Société britannique de psychanalyse, elle soutient les positions de Glover, puis, lorsque celui-ci démissionne, elle prend à son tour ses distances à l'égard de la société. Elle meurt d'un cancer des poumons en 1949.
Ses contributions théoriques concernent la pulsion de mort et le masochisme féminin au travers d'une étude consacrée à Charlotte Brontë.
Elle s'est également intéressée au lien entre la délinquance et des carences précoces dans le développement du moi et du surmoi.

## Famille
Elle est la mère de la philosophe et universitaire Sybil Wolfram (en) et la grand-mère du physicien Stephen Wolfram.

## Publications
- « On the Longing to Die », The International Journal of Psychoanalysis, XXI (1940)
- « Children's Books and their Function in Latency and Puberty », American Imago III (1942)
- La Délinquance juvénile, Puf, 1951,  292 pages ((en) The Psycho-Analytic Approach to Juvenile Delinquency, 1947)